# Kéleshalom
Kéleshalom è un comune dell'Ungheria di 551 abitanti (dati 2005). È situato nella contea di Bács-Kiskun.